# Дачия Сандеро
„Дачия Сандеро“ (на румънски: Dacia Sandero) е кола, произвеждана съвместно от френския производител Рено и нейното румънско дъщерно дружество Дачия от 2007 г. Тя също се предлага като Рено Сандеро на определени пазари, като Русия, Египет, Южна Африка, Мексико и Южна Америка.  Тя е представена през септември 2007 г. и е базирана на платформата Логан. Освен това се произвежда в Иран от Pars Khodro и се продава като Рено Сандеро.

## Sandero I (2007 – 2012)
С малко по-късо междуосие от седана, от който произлиза, „Сандеро“ е разработена в техноцентъра на Рено близо до Париж, Франция, съвместно с регионалните инженерни центрове в Бразилия и Румъния.  Тя е представена за първи път на автомобилното изложение във Франкфурт през 2007 г.  и прави официалния си дебют на пазара в Бразилия, през декември 2007 г., като първият модел на Рено, който дебютира извън Европа.
Впоследствие е лансирана в Европа като модел на Дачия по време на автомобилното изложение в Женева през март 2008 г.  Renault започва производството на Sandero в Южна Африка през февруари 2009 г.,  и в Русия през декември 2009 г. Версия Рено също се произвежда в Колумбия за нейния вътрешен пазар и за износ за други страни, включително Чили.

### Фейслифт
През май 2011 г. Рено пуска в Бразилия фейслифт версия на „Сандеро“ с нова предница и преработен интериор.
В Колумбия фейслифт версиите на „Рено Сандеро“ и „Рено Степуей“ са показани в началото на 2012 г. с някои разлики от останалите продадени версии, като местоположението на ключалките на вратите и въздушната възглавница на пътника.

### Безопасност
На фронта на пасивната безопасност „Сандеро“ е проектирана да отговаря на изискванията на европейските разпоредби.  В зависимост от нивото на оборудването, „Дачия Сандеро“ се предлага с до четири въздушни възглавници. По отношение на активната безопасност разполага с най-новото поколение Бош 8.1 ABS, който включва EBD (електронно разпределение на спирачната сила) и EBA (аварийна спирачна помощ).
Euro NCAP оценява „Дачия Сандеро“, снабдена с основното ниво на оборудване за безопасност, а също така тества автомобил, оборудван с „безопасния пакет“, който е стандартен за някои варианти и незадължителен за други.  Краш тестът за основното ниво на „Дачия Сандеро“, оборудвана с ограничители за натоварване на предните предпазни колани, челна въздушна възглавница на водача и предна въздушна възглавница на предния пътник, дава 3 звезди за възрастни, 4 звезди за деца пътници и 1 звезда за пешеходци. 
- Възрастен: , оценка 25
- Дете: , оценка 38
- Пешеходец: , оценка 6

На теста EuroNCAP за модела „пакет за безопасност“, оборудван със странични въздушни възглавници за тяло и глава и предпазители на предните предпазни колани, получава оценка 31 за възрастни, 38 за деца и 6 за пешеходци, като тези резултати са оценени на 4 от 5 звезди за възрастни и деца. 
- Възрастен: , оценка 31
- Дете: , оценка 38
- Пешеходец: , оценка 6

### Двигатели
| Име     | Код           | Обем         | Мощност        | Ускорение 0 – 100 км/ч | Максимална скорост | Комбинирана консумация                         |
| ------- | ------------- | ------------ | -------------- | ---------------------- | ------------------ | ---------------------------------------------- |
| 1.0 16v | D4D Hi-Flex   | 999 куб.см.  | 77 hp (57 kW)  | 14.1 с.                | 161 km/h (100 mph) | (gas/ethanol)                                  |
| 1.2 16v | D4F 732       | 1149 куб.см. | 75 hp (56 kW)  | 13.6 с.                | 161 km/h (100 mph) | 5,9 l/100 km (48 mpg‑imp; 40 mpg‑US)           |
| 1.4 8v  | K7J 710       | 1390 куб.см. | 75 hp (56 kW)  | 13.0 с.                | 161 km/h (100 mph) | 6,9 l/100 km (41 mpg‑imp; 34 mpg‑US)           |
| 1.4 8v  | K7J LPG       | 1390 куб.см. | 72 hp (54 kW)  | 13.0 с.                | 161 km/h (100 mph) | 9,2 l/100 km (31 mpg‑imp; 26 mpg‑US) (LPG)     |
| 1.6 8v  | K7M 800       | 1598 куб.см. | 85 hp (63 kW)  | 12.9 с.                | 169 km/h (105 mph) | 6,7 l/100 km (42 mpg‑imp; 35 mpg‑US)           |
| 1.6 8v  | K7M Hi-Torque | 1598 куб.см. | 95 hp (71 kW)  | 11.7 с.                | 174 km/h (108 mph) | (gas/ethanol)                                  |
| 1.6 16v | K4M 696       | 1598 куб.см. | 105 hp (78 kW) | 11.3 с.                | 181 km/h (112 mph) | 6,8 l/100 km (42 mpg‑imp; 35 mpg‑US)           |
| 1.6 16v | K4M Hi-Flex   | 1598 куб.см. | 112 hp (82 kW) | 10.8 с.                | 195 km/h (121 mph) | 9,3 l/100 km (30 mpg‑imp; 25 mpg‑US) (ethanol) |
| 1.5 dCi | K9K 892       | 1461 куб.см. | 75 hp (56 kW)  | 15.0 с.                | 157 km/h (98 mph)  | 4,5 l/100 km (63 mpg‑imp; 52 mpg‑US)           |
| 1.5 dCi | K9K 892       | 1461 куб.см. | 90 hp (67 kW)  | 13.0 с.                | 167 km/h (104 mph) | 4,6 l/100 km (61 mpg‑imp; 51 mpg‑US)           |

### Sandero Stepway
Renault do Brasil, който е бразилската част на френския автомобилен производител Renault, пуска през октомври 2008 г. кросоувъра Sandero Stepway, десет месеца след пускането на марката Sandero там. Бразилският Stepway има 1,6 литра 114 к. с. 16 клапанен двигател, Hi-Flex с възможност за биоетанол,  и се предлага в Бразилия, Колумбия, Аржентина и Мексико.
Европейската версия, представена на 7 май 2009 г. на международното автомобилно изложение в Барселона под марката Dacia, се предлага на повечето европейски пазари от септември 2009 г. Dacia Sandero Stepway се предлага с 1,6 литра и 91 к. с. бензинов двигател или 1,5 dCi 71 к. с. дизелов двигател. 

## Sandero II (2012 – 2020)
Второто поколение „Сандеро“ е демонстрирано от „Дачия“ на автомобилното изложение в Париж през 2012 г.  Представен е и новият вариант на Stepway.
Официални снимки с новото Sandero са публикувани от Dacia на 17 септември 2012 г., външен дизайн, подобен на новия Логан и табло, вдъхновено от Lodgy. 

### Маркетинг и производство
В Румъния, нови Sandero и Sandero Stepway се поръчват от 1 октомври 2012 година. Sandero също е на разположение във Великобритания, където се присъединява към Дъстер в шоурумите през 2013 г.,, като най-достъпен автомобил на пазара.
През юни 2014 г. е пуснат като Рено Сандеро в Бразилия, където се произвежда и за пазарите в Южна Америка.  Продажбите в Русия започват през септември 2014 г., като „Сандеро“ е локално сглобявано в завода на AvtoVAZ. 
Настоящият модел Sandero (произвеждан от 2012 г.) се произвежда в Миовени, Румъния (близо до Питещи) за пазари на RHD като Великобритания, Ирландия, Кипър и Южна Африка (като Renault Sandero), той също се произвежда в Алжир от Renault Algeria от началото от 2016 г. за местния пазар (само версията на Stepway).
През май 2013 г. второто поколение Dacia Sandero постига четири звезди EuroNCAP обща оценка за базово ниво, подобрявайки тризвездната оценка на предишния основен модел. 
Колата получава оценка от 29 точки (80%) за възрастни, 39 точки (79%) за деца, 21 точки (57%) за пешеходци и 5 точки (55%) за помощ при безопасност, като тези резултати са оценени като 5 / 5 звезди за защита на възрастни и деца и 4/5 звезди за защита на пешеходците и помощ за безопасност. 
- Adult Occupant:
- Child Occupant:
- Pedestrian:
- Safety Assist:

### Двигатели
| Двигател            | Код                 | Обем                | Мощност              | Въртящ момент       | Максимална скорост  | 0 – 100 км / ч      | Комбинирана консумация    | CO2 емисии          |
| Бензинови двигатели | Бензинови двигатели | Бензинови двигатели | Бензинови двигатели  | Бензинови двигатели | Бензинови двигатели | Бензинови двигатели | Бензинови двигатели       | Бензинови двигатели |
| ------------------- | ------------------- | ------------------- | -------------------- | ------------------- | ------------------- | ------------------- | ------------------------- | ------------------- |
| 0.9 12v TCe         | H4Bt 400            | 898 куб.см.         | 90 к. с. при 5000 об | 140 N·m при 2250 об | 173 km/h (107 mph)  | 11,8 s              | 3,5 l/100 km (81 mpg‑imp) | 90 г / км           |
| 1.0 12v SCe         | B4D 411             | 998 куб.см.         | 73 к. с. при 6300 об | 97 N·m при 3500 об  | 158 km/h (98 mph)   | 14,2 s              | 5,2 l/100 km (54 mpg‑imp) | 117 г / км          |
| 1.2 16v             | D4F 732             | 1149 куб.см.        | 75 к. с. при 5500 об | 107 N·m при 4250 об | 162 km/h (101 mph)  | 14,5 s              | 5,9 l/100 km (48 mpg‑imp) | 137 г / км          |
| 1.2 16V LPG         | D4F Bi-Fuel 732     | 1149 куб.см.        | 72 к. с. при 5500 об | 105 N·m при 4250 об | 154 km/h (96 mph)   | 15,1 s              | 7,6 l/100 km (37 mpg‑imp) | 120 г / км          |
| Дизелови двигатели  |                     |                     |                      |                     |                     |                     |                           |                     |
| 1.5 dCi 75          | K9K 612             | 1461 куб.см.        | 75 к. с. при 4000 об | 200 N·m при 1750 об | 159 km/h (99 mph)   | 14.6 s              | 3,9 l/100 km (72 mpg‑imp) | 103 г / км          |
| 1,5 dCi 90          | K9K 612             | 1461 куб.см.        | 90 к. с. при 3750 об | 220 N·m при 1750 об | 167 km/h (104 mph)  | 12,1 s              | 3,9 l/100 km (72 mpg‑imp) | 103 г / км          |

### Sandero RS 2.0
През август 2014 г. изпълнителният директор на Renault Sport Патрис Рати разкрива пред списание Autocar, че новата версия на RS Sandero е хечбек. Използван е 150 PS (148 PS) к.с.) 2.0 16v F4R двигател който може да ускори от 0 до 62 mph (100 kph) за 8 секунди, Sandero RS е първият Renault Sport, който се произвежда извън Франция. Той е пуснат през септември 2015 г. в Бразилия, различен от нормалните версии с три вида управление на ECU: нормален, спорт и спорт +, четири дискови спирачки с ABS, волан на Clio RS, електронна програма за стабилност и шестстепенна ръчна скоростна кутия. 

### Фейслифт
През юли 2019 г. е обявен фейслифт, планиран да бъде представен през следващата година, но само за модела с марка Рено, произвеждан в Бразилия. Тази надстройка има леко преработена предница и по-значително преработена задница. 

### Награди и прием
През януари 2013 г. британското списание What Car? награждава второто поколение Сандеро като Най-добро супермини на цена по-малко от 12 000 британски лири, отбелязвайки, че „предлага нещо наистина ново и различно по това, че носи реално пространство на изгодна цена“.  Каква кола? наглаждава отново Сандеро през 2014 г.  и 2015 г. 

## Top Gear
Сандеро е акцентът на британската телевизионна програма Топ Гиър в Серия 11 и Серия 12.
В Серия 14, по време на посещение в Румъния, Кларксън купува на Мей използван „Сандеро“ като подарък. След като се връща от пробно шофиране, Мей паркира колата зад празен камион и излиза. Докато Мей хвали колата на своите колеги, камионът се блъска в Сандеро и го поврежда откъм страната на пътника. Шегата е продължена в серия 15, но този път, с Дачия Дъстер, и в серия 18, когато Мей показва новата Дачия Лоджи.
Второто поколение Sandero е представено заедно с Форд Фиеста и Фолксваген ъп! в серия 21 като част от предизвикателство с 1.0L трицилиндрови автомобили, в което участват Кларксон (Up!) и Мей (Sandero) които шофират в изоставения град Чернобил, като на Фиеста на Хамънд вече е изчерпало горивото. Сандеро е единственият автомобил, който успява да изпълни всички предизвикателства. (В техническо отношение предизвикателството е да се изчерпи гориво преди да стигне до Чернобил) Мей посочва голямата разлика в цените между Фиеста и Сандеро, като заявява, че при £ 17 500 Vs £ 7500 той може да си позволи да загуби колата си, да купи друга – и все пак да бъде по-добър от Хамънд. Мей заявява, че има истински афинитет към Сандеро. 

## Допълнителна информация
- Autoevolution. DACIA Sandero 1.6 MPI пътен тест, преглед, тест драйв. 16 юни 2009 г.